# Trois Catastrophes de Wu
Les Trois Catastrophes de Wu (chinois simplifié : 三武之祸 ; chinois traditionnel : 三武之禍 ; pinyin : sān wǔ zhī huò ; litt. « calamités des Trois Wu »), également appelé (三武灭佛, sān wǔ miè fó, « les trois wu exterminent le bouddhisme ») sont trois grandes persécutions contre le bouddhisme de l'histoire de la Chine. Elles ont été nommées ainsi parce que les noms posthumes ou les noms de temples des trois empereurs qui ont ordonné ces persécutions contenaient le caractère Wu (武, signifiant guerre).

## Première Catastrophe
La première Catastrophe de Wu a commencé en 446, lorsque l'empereur Taiwudi des Wei du Nord, un fervent taoïste suivant les enseignements des Maîtres célestes du Nord, était en train de lutter contre le rebelle Xiongnu Gai Wu (蓋吳). Pendant la campagne, il trouve des armes dans des temples bouddhistes, et il en déduit que les bouddhistes étaient contre lui. Encouragé par son premier ministre Cui Hao, un autre fervent taoïste, l'empereur Taiwu ordonne que le bouddhisme soit aboli, sous peine de mort pour les réfractaires, et massacre les bouddhistes dans la région de Guanzhong, le cœur de la rébellion de Gai. L'interdiction du bouddhisme est assouplie par l'empereur Taiwu dans les dernières années de sa vie, et prend officiellement fin après que son petit-fils, l'empereur Wencheng des Wei du Nord, un pratiquant du bouddhisme, soit monté sur le trône en 452.

## Deuxième Catastrophe
La deuxième Catastrophe de Wu se déroule en deux temps, une première interdiction en 574 et une autre en 577, lorsque l'empereur Wudi des Zhou du Nord interdit à la fois le bouddhisme et le taoïsme, car il croyait que ces deux religions étaient devenues trop riches et puissantes. Il a ordonné que les moines des deux religions retournent à la vie civile, afin d'augmenter les ressources humaines disponibles pour l'armée et l'économie. Par rapport à la première Catastrophe de Wu, la deuxième se déroule quasiment sans effusion de sang. Il est difficile de dire exactement quand ces nouvelles persécutions s’achèvent, mais elles n'étaient probablement plus en place lorsque son fils, l'empereur Xuan des Zhou du Nord monte sur le trône en 578.

## Troisième Catastrophe
La troisième Catastrophe de Wu commence en 845, lorsque l'empereur Tang Wuzong, un fervent taoïste, ordonne la destruction des statues et des temples bouddhistes, ainsi que la confiscation des propriétés de ces derniers au profit du trésor impérial. L'interdiction n'est toutefois pas une interdiction complète ; deux temples bouddhistes étant autorisés à rester ouverts à Chang'an, la capitale principale et Luoyang, la capitale secondaire. De plus, les grandes municipalités et chaque circuit ont été autorisés à maintenir un temple avec pas plus de vingt moines. Plus de 4 600 temples ont été détruits à travers tout l'empire, et plus de 260 000 moines et nonnes ont été contraints de retourner à la vie civile. Cette catastrophe affecte non seulement le bouddhisme, mais aussi le christianisme nestorien et le zoroastrisme. Elle s'achève lorsque l'empereur Wuzong décède et que son oncle, l'empereur Tang Xuānzong, lui succède en 846.